# Viggo Danneskiold-Samsøe
Hans Excellence (H.E.) Viggo greve Danneskiold-Samsøe (29. maj 1874 på Christiansholm (Klampenborg) – 24. januar 1936 i Gribsholm). Han var en dansk godsejer. Han var ejer af Nordfeld med Klosterskov og Ålebækgård (1916-1930) og af Gribsholm (Gribskov) i 1935. Han var søn af teaterchef, greve Christian Danneskiold-Samsøe og hustru Wanda født Zahrtmann (kusine til Kristian Zahrtmann).
Gift med Ebba Caroline Petterson Rantzien 1. september 1901 i Kbh., og de fik sønnen Knud Danneskiold-Samsøe. De blev skilt 17. december 1912. 
Senere blev Viggo gift med Bodil Marie Stella Lindholm (datter af Musse Scheel) som fik Hans Christian Erik Viggo Danneskiold-Samsøe, Niels Frederik Kjeld Viggo Danneskiold-Samsøe, Oluf Erling Christoffer Viggo Danneskiold-Samsøe, Ubbe Eyvind Gregers Sophus Viggo Danneskiold-Samsøe, Karin Lykke Ursula Sofia Dorothea Stella Bodil Maria komtesse Danneskiold-Samsøe og Sonja Maria Ester Irène Bodil Stella komtesse Danneskiold-Samsøe.